# Baltasar de Mecklemburgo
Baltasar de Mecklemburgo (1451 - 16 de marzo de 1507) fue un duque de Mecklemburgo y coadjutor de la diócesis de Hildesheim entre 1471 y 1474 y la diócesis de Schwerin entre 1474 y 1479.
Baltasar era el hijo más joven de Enrique IV de Mecklemburgo y Dorotea de Brandeburgo, la hija del margrave Federico I de Brandeburgo. Cuando llegó a la mayoría de edad, Baltasar eligió una carrera eclesiástica. Fue coadjutor de la diócesis de Hildesheim en los años 1471-1474 y luego en la diócesis de Schwerin desde 1474 hasta 1479. Probablemente no estaba satisfecho con la vida eclesiástica y regresó al estado laico en 1479. Después de la mediación de su madre, un acuerdo fue alcanzado el 13 de enero de 1480 entre él y sus hermanos mayores para dividir el ducado. Su hermano Alberto VI recibió la parte mayor del anterior principado de Werle, mientras Baltasar y su hermano Magnus II administraron juntos el resto del ducado. Después de que muriera Magnus, Baltasar gobernó junto con los hijos de Magnus. 
Baltasar murió el 16 de marzo de 1507 (o, menos probablemente, el 17 de marzo) en Wismar y fue enterrado en la abadía de Doberan en Bad Doberan.
Se casó con Margarita, hija del duque Erico II de Pomerania, en 1487.  No tuvieron hijos.